# Долматов, Борис Павлович
Борис Павлович Долматов (15 января 1928 года, Кременки — 20 февраля 2002, Керчь) — российский учёный и преподаватель. Начальник Мурманского высшего инженерно-морского училища (с 1974 по 1983 годы).

## Биография
Борис Павлович родился 15 января 1928 года в селе Кременки, ныне Старомайнского района Ульяновской области.
В 1952 году завершил обучение в высшем Арктическом морском училище имени адмирала С. О. Макарова в городе Ленинграде. С 1952 года работал старшим помощником капитана экспедиционного судна «Ломоносов». С 1956 года проживал в Мурманске, работал ассистентом кафедры судовождения, с 1968 года — декан судоводительского факультета Мурманского высшего инженерного морского училища.
В 1968 году успешно защитил диссертацию на соискание ученой степени кандидата технических наук.
С 1974 по 1983 годы — ректор Мурманского высшего инженерно-морского училища (МВИМУ). Огромную работу провёл по расширению материально-технической базы учебного заведения. В 1975 году вступил ввёл в строй новый современный учебно-лабораторный корпус. Также были возведены новые общежития, культурно-спортивный центр.
Долматов активно занимался научно-исследовательской работой по теме «Автоматизация вычислительного процесса при астрономических обсервациях». Является автором многих изданных статей и книг, использующихся как учебное пособие для курсантов и студентов «Сравнительная оценка таблиц и пособий мореходной астрономии» (М., «Транспорт» 1965); «Решение штурманских задач на малых вычислительных машинах» (Мурманск: Кн. изд-во, 1970).
В 1978 году Долматовым был создан факультет повышения квалификации, а в 1980 году — технологический факультет.
С 1998 года работал профессором кафедры судовождения Керченского морского технологического института.
Проживал в Керчи. Умер 20 февраля 2002 года.

## Награды
- Орден Дружбы народов (1980).